# Butorides
A Butorides a madarak (Aves) osztályának gödényalakúak (Pelecaniformes) rendjébe, ezen belül a gémfélék (Ardeidae) családjába és a gémformák (Ardeinae) alcsaládjába tartozó nem.
Korábban a 3 élő fajt egy fajnak tekintették.

## Rendszerezés
A nembe az alábbi 3 élő faj és 1 fosszilis faj tartozik:
- mangrovegém (Butorides striata) (Linnaeus, 1758)
- lávagém (Butorides sundevalli) (Reichenow, 1877)
- zöld gém (Butorides virescens) (Linnaeus, 1758)
- †Butorides validipes - kora pleisztocén; Florida, USA

### Fordítás
- Ez a szócikk részben vagy egészben  a   Butorides című angol Wikipédia-szócikk ezen változatának fordításán alapul.  Az eredeti cikk szerkesztőit annak laptörténete sorolja fel. Ez a jelzés csupán a megfogalmazás eredetét és a szerzői jogokat jelzi, nem szolgál a cikkben szereplő információk forrásmegjelöléseként.